# Мартиг
Марти́г (фр. Martigues) — приморский город и коммуна на юго-востоке Франции в регионе Прованс — Альпы — Лазурный Берег, департамент Буш-дю-Рон, округ Истр, административный центр одноимённого кантона.
Город расположен во Французской Ривьере, северо-западнее Марселя, на восточной оконечности канала Рона-Марсель, у солёного озера Этан-де-Берр. 
Площадь коммуны — 71,44 км², население — 47 624 человека (2012), плотность населения — 666,6 чел/км².
Основателем города считается прованский граф Раймунд Беренгер IV, который в 1232 году заложил современный город на месте более раннего римского лагеря. Последний граф Прованса, Карл IV Анжуйский, в своём завещании отказал Мартиг кузену, Франсуа де Люксембургу, сенешалю графства Прованс. Виконтство Мартиг оставалось в руках младшей ветви дома Люксембургов до конца XVI века, потом перешло вместе с прочими имениями герцога Пентьевра к Сезару Вандомскому и его наследникам. Вдова последнего из них в 1714 г. продала княжество Мартиг герцогу Виллару, у потомков которого титул принца Мартиг выкупило семейство маркизов Галифе (fr:Maison de Galliffet).
Несмотря на наличие рыбо- и нефтеперерабатывающих предприятий, живописная портовая зона Мартига неизменно пользуется популярностью среди художников и кинематографистов.

## Известные уроженцы
- Бернар, Эрик (род. 1964) — французский автогонщик, пилот Формулы-1.
- Жиньяк, Андре-Пьер (род. 1985) — французский футболист, нападающий.
- Имани (род. 1979) — французская певица.
- Молло, Йоан (род. 1989) — французский футболист, полузащитник.
- Моррас, Шарль (1868—1952) — французский публицист, критик, поэт.